# تيتكان (زلاغي الشرقي)
تیتکان (بالفارسية: تیتکان) هي قرية تقع في إيران في قسم زلاغي الشرقي الریفي. يقدر عدد سكانها بـ 378 نسمة بحسب إحصاء 2016.